# Lista rezervațiilor naturale din județul Prahova
Lista rezervațiilor naturale din județul Prahova cuprinde ariile protejate de interes național (rezervații naturale), aflate pe teritoriul administrativ al județului Prahova, declarate prin Legea Nr. 5 din 6 martie 2000 (privind aprobarea Planului de amenajare a teritoriului național - Secțiunea a III-a - arii protejate). 

## Lista ariilor protejate
| Denumirea ariei protejate        | Cod       | Localizare     | Categorie IUCN | Tip                                | Suprafață (ha) | Observații (foto)              |
| -------------------------------- | --------- | -------------- | -------------- | ---------------------------------- | -------------- | ------------------------------ |
| Abruptul prahovean Bucegi        | RONPA0689 | Bușteni Sinaia | IV             | mixt                               | 3.478          |                                |
| Arinișul de la Sinaia - Cumpătul | RONPA0692 | Sinaia         | IV             | forestier                          | 32,10          |                                |
| Locul fosilifer Plaiul Hoților   | RONPA0688 | Sinaia         | III            | paleontologic                      | 6              | monument al naturii            |
| Muntele de Sare Slănic Prahova   | RONPA0687 | Slănic Prahova | III            | geologic                           | 2              | Muntele de Sare Slănic Prahova |
| Munții Colții lui Barbeș         | RONPA0690 | Sinaia         | IV             | mixt                               | 1.513          |                                |
| Tigăile din Ciucaș               | RONPA0691 | Cheia          | IV             | geologic, floristic și peisagistic | 3              | Țigăile din Ciucaş             |